# Сулу (архіпелаг)
6° пн. ш. 121° сх. д. / 6° пн. ш. 121° сх. д.

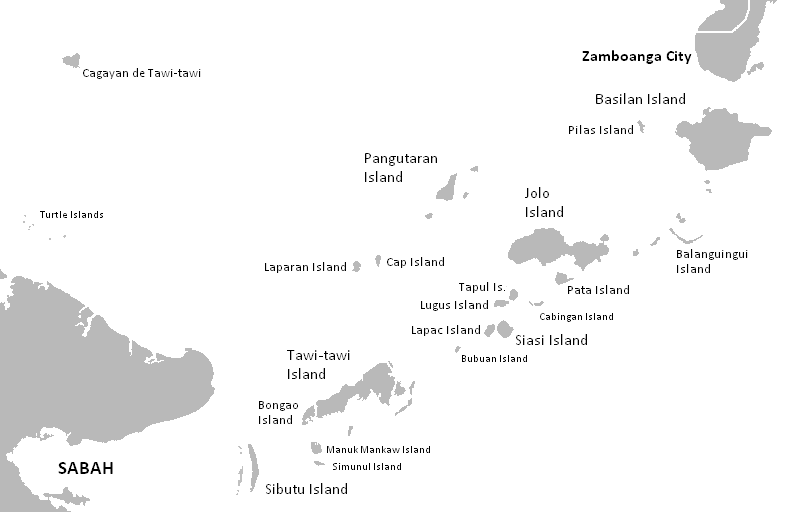
Мапа архіпелагу Сулу (англ.). Знизу ліворуч видно частину острова Калімантан, зверху праворуч — частину острова Мінданао.

Сулу (архіпелаг) (мал.: Kepulauan Sulu; філ.: Kapuluan ng Sulu) — ланцюг островів в Тихому океані, розташований на південному заході Філіппін між островами Борнео (Малайзія) та Мінданао (Філіппіни). Архіпелаг формує північний кордон моря Сулавесі і південний кордон моря Сулу. Архіпелаг Сулу розташований в межах філіппінської острівної групи Мінданао та складається з провінцій Басілан, Сулу і Таві-Таві. Протяжність архіпелагу з південного заходу на північний схід становить близько 335 кілометрів.
Географічно архіпелаг поділяється на кілька груп, які зосереджені навколо головних островів: Басілан, Холо, Таві-Таві та інші. Багато з островів є незаселені. Станом на 2010 рік населення архіпелагу складало 1 378 162 осіб.
Архіпелаг не є, як часто вважається, залишком сухопутного моста між островами Калімантан та Мінданао. Це лише виступаючі частини малих підводних хребтів тектонічного нахилу морського дна.